# Thonnance-les-Moulins
Thonnance-les-Moulins is een gemeente in het Franse departement Haute-Marne (regio Grand Est) en telt 120 inwoners (2009). De plaats maakt deel uit van het arrondissement Saint-Dizier.

## Geografie
De oppervlakte van Thonnance-les-Moulins bedraagt 22,8 km², de bevolkingsdichtheid is dus 5,3 inwoners per km².

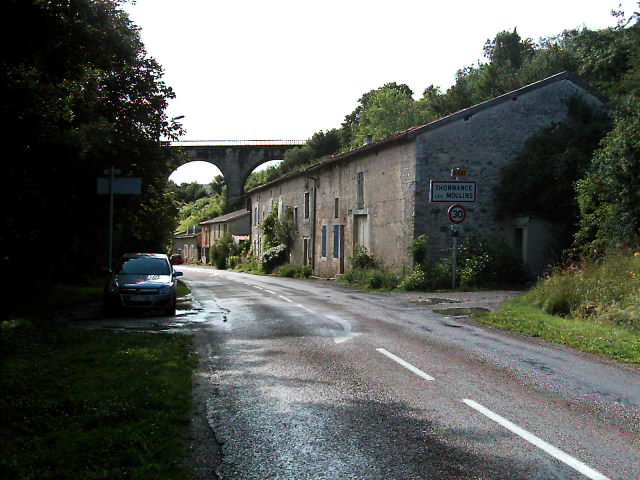
Ingang van het dorp, komende van Neufchâteau. Het viaduct maakt deel uit van een verlaten spoorlijn.

De onderstaande kaart toont de ligging van Thonnance-les-Moulins met de belangrijkste infrastructuur en aangrenzende gemeenten.

## Demografie
Onderstaande figuur toont het verloop van het inwonertal (bron: INSEE-tellingen).